# Spotify Technology S.A.
Spotify Technology Société Anonyme is de naam van een van oorsprong Zweeds bedrijf dat Spotify oprichtte en bezit. Oprichters van het bedrijf zijn Daniel Ek en Martin Lorentzon. Sinds april 2018 staat het bedrijf aan de New York Stock Exchange genoteerd.

## Activiteiten
Het bedrijf heeft twee belangrijke inkomstenbronnen, abonnementsgelden en reclame. De advertentie-inkomsten vormen zo'n 10% van de totale omzet. De abonnees betalen een maandelijks bedrag en krijgen hiervoor toegang tot de muziek zonder reclameblokken. De gebruikers van de gratis dienst krijgen wel reclame te horen. Eind 2023 had Spotify 236 miljoen betalende abonnees. Het bedrijf is actief in 184 landen, maar de meeste gebruikers wonen in de Verenigde Staten, Brazilië en het Verenigd Koninkrijk. In deze drie landen is het marktaandeel minstens 40%.
De belangrijke kostenpost betreft royalty's aan de artiesten van wie de muziek via Spotify wordt beluisterd.
In de tabel hieronder staan de belangrijkste financiële gegevens van Spotify Technology S.A.
| Jaar | Omzet         | Bedrijfs- resultaat | Netto- resultaat | Betalende abonnees (× miljoen) |
| Jaar | (× € miljoen) | (× € miljoen)       | (× € miljoen)    | Betalende abonnees (× miljoen) |
| ---- | ------------- | ------------------- | ---------------- | ------------------------------ |
| 2013 | 746           | −98                 | −63              |                                |
| 2014 | 1085          | −191                | −188             |                                |
| 2015 | 1940          | −235                | −230             | 28                             |
| 2016 | 2952          | −349                | −539             | 48                             |
| 2017 | 4090          | −378                | −1235            | 71                             |
| 2018 | 5259          | −43                 | −78              | 96                             |
| 2019 | 6764          | –73                 | –186             | 124                            |
| 2020 | 7880          | –293                | –581             | 155                            |
| 2021 | 9668          | 94                  | –34              | 180                            |
| 2022 | 11.727        | –659                | –430             | 205                            |
| 2023 | 13.247        | –446                | –532             | 236                            |
| 2024 | 15.673        | 1365                | 1138             | 263                            |

Op 3 april 2018 kregen de aandelen van Spotify Technology S.A. een beursnotering op de New York Stock Exchange. De eerste koers was US$ 165,90, waarmee het bedrijf een totale marktwaarde had van bijna US$ 30 miljard. De twee oprichters hebben naast gewone aandelen ook zogenaamde Beneficiary Certificates, deze speciale aandelen hebben geen economische betekenis, maar vertegenwoordigen wel stemrechten. Op 31 december 2024 had Daniel Ek 29,1% van het stemrecht in handen en Martin Lorentzon zelfs 41,6%.

## Geschiedenis
Spotify werd in april 2006 door Daniel Ek en Martin Lorentzon opgericht. De naam Spotify is ontstaan uit de twee woorden spot en identify. Hiermee wil het bedrijf zeggen dat je lang vergeten nummers kan spotten en identificeren. De applicatie kwam in 2008 in de lucht en is sinds 18 mei 2010 in Nederland beschikbaar en vanaf 16 november 2011 ook in België.
Aan het einde van 2017 nam Spotify een klein aandelenbelang in Tencent Music Entertainment Group (TME), een onderdeel van de Chinese internetgigant Tencent. Tencent en TME namen op hun beurt een klein belang in Spotify. Spotify kreeg hierdoor toegang tot de Chinese markt en TME wilde via Spotify haar diensten buiten China kunnen aanbieden.
Spotify nam in februari 2019 Gimlet Media en Anchor over. De overname van Gimlet, de uitgever van een reeks podcasts, kostte zo'n US$ 230 miljoen. Via het platform Anchor kunnen podcastmakers hun producties bewerken en verspreiden. Bij de overname sprak Spotify de verwachting uit dat in de toekomst meer dan 20% van waar naar geluisterd wordt, zou bestaan uit andere content dan muziek.
In december 2023 kondigde het bedrijf de derde ontslagronde aan van het jaar. Nog eens 1500 medewerkers verloren hun baan; dit is ruim 15% van het totaal aantal medewerkers. In januari en juni had Spotify ook al ontslagen aangekondigd. Toen ging het om respectievelijk 6% en 2%, waarmee het bedrijf dit jaar afscheid nam van een kwart van het personeel. Het bedrijf wilde de kosten reduceren teneinde Spotify winstgevend te maken.
In 2024 realiseerde Spotify voor het eerste een positief nettoresultaat sinds de start van de activiteiten in 2008.